# Інтерактивні вправи
Інтерактивні вправи — це частина заняття (шкільного уроку), яка використовується з метою засвоєння вивченого матеріалу та досягнення певних результатів навчання учнями.

## Регламент проведення
Регламент проведення інтерактивних вправ:
- інструктаж — 2-3 хвилини;
- об'єднання у групи та розподіл ролей — 1-2 хвилини;
- виконання власне завдання — 5-15 хвилин;
- презентація роботи — 3-15 хвилин;
- рефлексія — 1-2 хвилини.

## Правила проведення
Роль правил:

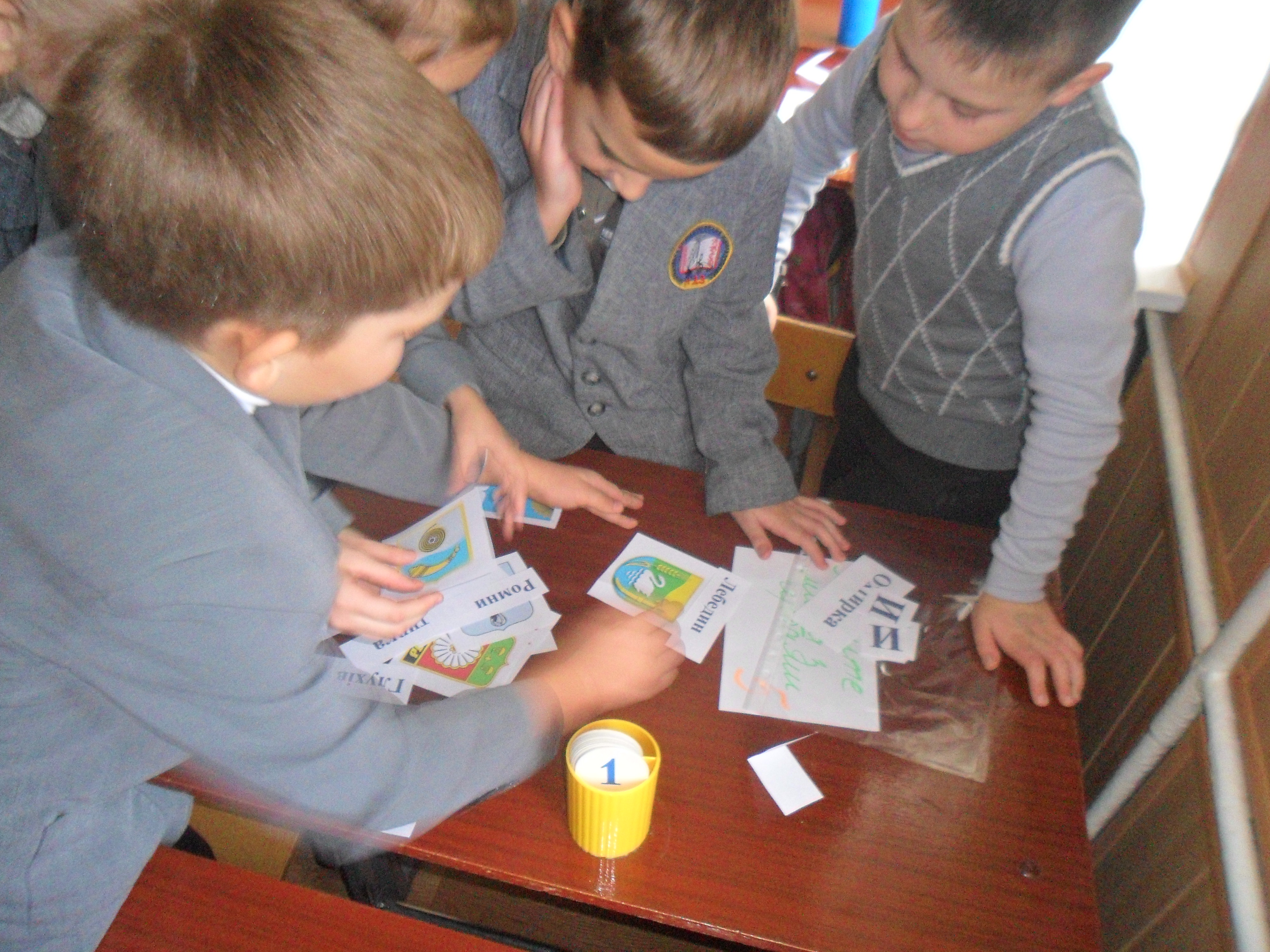
Робота у групах

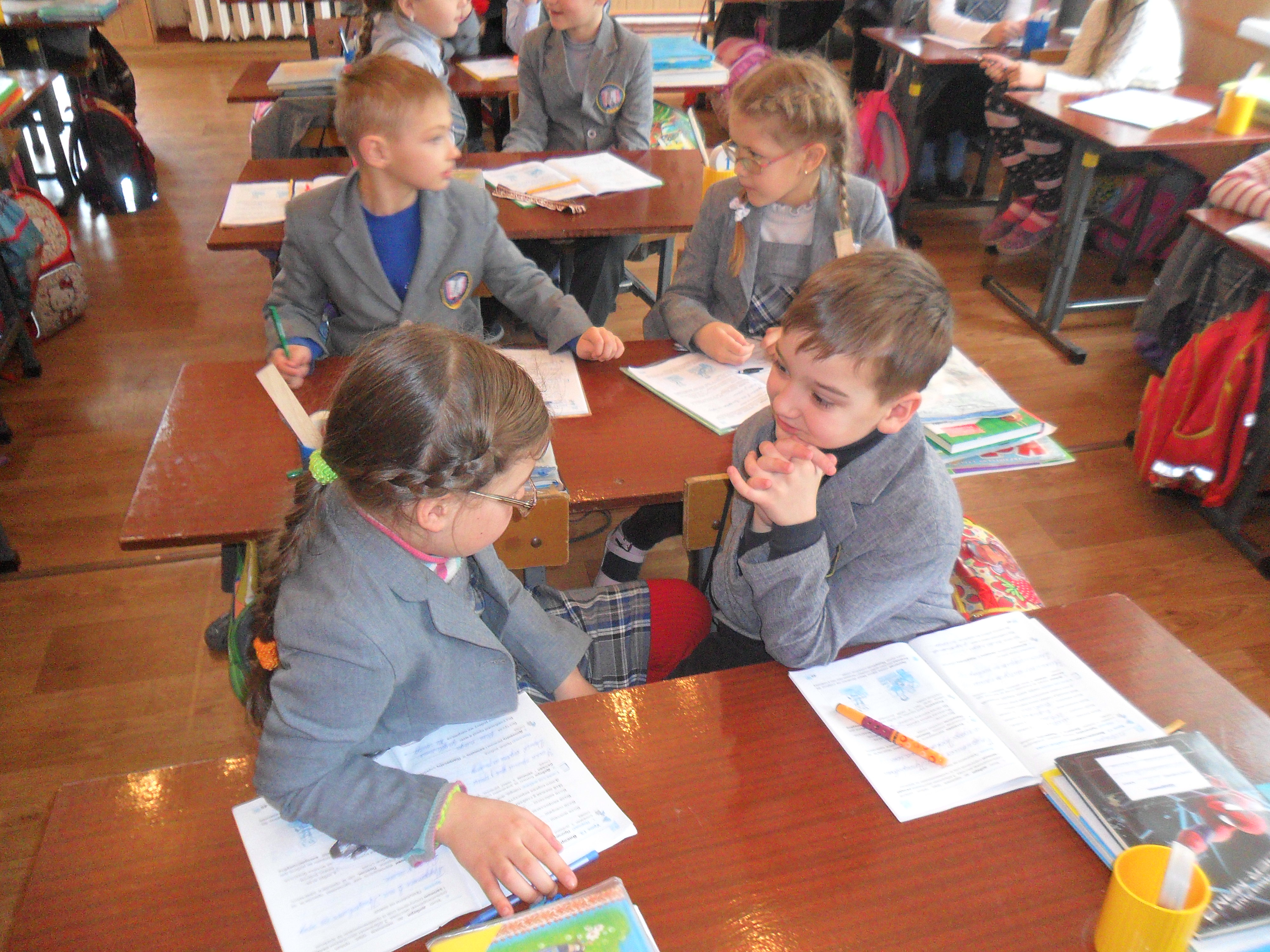
Робота учнів у парах на уроці розвитку мовлення

- Проведення вправи дисциплінує учнів.
- Послідовне подання правил з обговореннями та уточненнями.
- Починає пропонувати вчитель, а потім — учні. Після запису правила йде уточнення: «Чи всі учасники погоджуються з правилом? Чи всі зрозуміли вимоги?»

Приклади правил:
- Приходити вчасно.
- Бути позитивним.
- Говорити власні думки.
- Говорити по черзі, не перебиваючи інших.
- Бути терплячим, поважати інших.

## Види інтерактивних вправ[3]
- Мікрофон
- Незакінчені речення
- Метод «Прес»
- Крісло автора
- Акваріум
- Ажурна пилка
- Шість капелюхів
- Два, чотири, всі разом
- Карусель
- Дебати
- Коло ідей
- Робота в парах
- Робота в групах
- Дискусія

## Релаксація
Питання для релаксації:
- З якою метою зробили вправу?
- Чому особисто Ви навчилися, працюючи з вправою?
- Що було найважчим?
- Що найбільше сподобалось?